# Zentak
Zentak est une série de bande dessinée de science-fiction française.
- Scénario : Jean-Pierre Pécau
- Dessins et couleurs : DEF

Cette série est terminée.

## Albums
- Tome 1 : La Passe des Argonautes (1997)
- Tome 2 : Les Roches bleues (1998)
- Tome 3 : Digital Nation (1999)

## Publication

### Éditeurs
- Delcourt (Collection Neopolis) : Tomes 1 à 3 (première édition des tomes 1 à 3).